# 札萨克镇
札萨克镇，是中华人民共和国内蒙古自治区鄂尔多斯市伊金霍洛旗下辖的一个乡镇级行政单位，2005年11月由原有的新街镇和台格苏木合并而成。其名称扎薩克意为执政官。

## 行政区划
札萨克镇下辖以下地区：
第一社区、第二社区、新街村、塔尔河村、营盘河村、乌兰陶勒盖村、哈日木乎尔村、玛勒庆壕赖村、树壕村、道劳窑子村、巴音盖村、黄陶勒盖村、阿木图庙村、札萨克召村、给勒登庙嘎查、查干柴达木村、都嘎敖包嘎查、查干淖尔嘎查、门克庆嘎查、巴嘎柴达木村、壕赖柴达木村、黄盖希里村、松道沟村、贵勒斯太村、塔日雅柴达木村、乌磴柴达木村、毛盖图村、高勒庙村和台格嘎查。